# Hideo Sakai
Hideo Sakai (japonsko 堺井 秀雄), japonski nogometaš, * 10. junij 1909, † 3. junij 1996.
Za japonsko reprezentanco je odigral tri uradne tekme.